# Klaus Dieter Seybold
Klaus Dieter Seybold (* 28. April 1936 in Heidenheim; † 31. Mai 2011 in Basel) war ein deutscher evangelischer Theologe und Professor für Altes Testament in Basel.

## Leben
Seybold wuchs in Stuttgart-Botnang auf, wo er die Grundschule besuchte. Dann ging er auf das Dillmann-Realgymnasium in Stuttgart. Anschließend absolvierte er Sprachkurse in Griechisch und in Hebräisch am kirchlichen Sprachenkolleg in Stuttgart. Von 1956 bis 1961 studierte er Evangelische Theologie in Tübingen am evangelischen theologischen Stift und in Heidelberg. 1961 absolvierte er das erste theologische Examen in Tübingen, im selben Jahr wurde er in der Auferstehungskirche in Botnang ordiniert. Von 1961 bis 1964 war er Vikar der Evangelischen Landeskirche in Württemberg in Bad Wildbad im Schwarzwald, danach Repetent am Evangelischen Seminar in Blaubeuren, wo er 1966 sein zweites theologisches Examen ablegte. Im selben Jahr heiratete er Gisela Vetterlein, mit der er später zwei Söhne hatte. Er ist der Bruder des Botanikers Siegmund Seybold.
Von 1964 bis 1968 war Seybold wissenschaftlicher Assistent im Fachbereich Altes Testament der Theologischen Fakultät der Universität Kiel bei Walter Beyerlin. 1968 promovierte er zum Doktor der Theologie mit einer Dissertation zum Thema: Das davidische Königtum im Zeugnis der Propheten. 1972 habilitierte er sich an der Theologischen Fakultät der Universität Kiel mit der Habilitationsschrift: Krankheit und Heilung in den Psalmen. Untersuchungen zur Bestimmung und Zuordnung der Krankheits- und Heilungspsalmen. Dort war er bis 1979 als Privatdozent und Professor tätig. Von 1976 bis 1977 hatte er eine Lehrstuhlvertretung an der theologischen Fakultät der Universität inne. 1977 nahm er zudem am Lehrkurs des Deutschen Evangelischen Instituts in Jerusalem teil.
1979 wurde Seybold zum ordentlichen Professor für alttestamentliche Theologie an der Theologischen Fakultät der Universität Basel berufen und ernannt. Weitere Gastdozenturen und -vorlesungen konnte er von 1980 bis 1981 und von 1998 bis 1999 an der Universitären Hochschule in Luzern, 1986 in südkoreanischen Taejon, von 1990 bis 1991 in Zürich, 1999 in Debrecen und in Budapest und 2000 im rumänischen Hermannstadt wahrnehmen. Von 1980 bis 2003 war er zudem Redaktor der Theologischen Zeitschrift Basel. Von 1982 bis 1988 war er Vorsteher des Theologischen Seminars in Basel. Dekan der Theologischen Fakultät der Universität Basel war er in den Jahren 1982 bis 1983, 1986 bis 1987, 1993 bis 1994 und 1997 bis 1998. Im Jahr 2001 war er Vizepräsident des 17. Kongresses der Internationalen Organisation des Alten Testaments (IOSOT) in Basel. Im Jahr 2004 wurde er emeritiert, und 2011 starb er.

## Werke

### Als Mitautor und Autor
- Das davidische Königtum im Zeugnis der Propheten (= Forschungen zur Religion und Literatur des Alten und Neuen Testaments Band 107).  Vandenhoeck & Ruprecht, Göttingen 1972. ISBN 3-525-53253-9 und 3-525-53252-0.
- Das Gebet des Kranken im Alten Testament. Untersuchungen zur Bestimmung und Zuordnung der Krankheits- und Heilungspsalmen (= Beiträge zur Wissenschaft vom Alten und Neuen Testament Band 99). Kohlhammer, Stuttgart 1973. ISBN 3-17-001192-8.
- Bilder zum Tempelbau. Die Visionen des Propheten Sacharja (= Stuttgarter Bibelstudien, Heft 70). Katholisches Bibelwerk, Stuttgart 1974. ISBN 3-460-03701-6.
- Der aaronitische Segen. Studien zu Numeri 6,22-27. Neukirchener Verlag, Neukirchen-Vluyn 1977. ISBN 3-7887-0497-7.
- Krankheit und Heilung. Biblische Konfrontationen. Band 1008. Zusammen mit Ulrich B. Müller. W. Kohlhammer, Stuttgart 1978. ISBN 3-17-002246-6.
  - Sickness and Healing. Uebersetzt von D. W. Stott. Biblical Encounter Series, Abingdon, Nashville 1981. ISBN 0-687-38444-3.
- Die Wallfahrtspsalmen. Studien zur Entstehungsgeschichte von Psalmen 120–134 (= Biblisch-Theologische Studien Band 3). Neukirchener Verlag, Neukirchen-Vluyn 1978. ISBN 3-7887-0565-5.
- Zusammen mit Helga und Manfred Weippert: Beiträge zur prophetischen Bildsprache in Israel und Assyrien (= Orbis Biblicus et Orientalis Band 64). Universitätsverlag, Fribourg und Vandenhoeck & Ruprecht, Göttingen 1985. ISBN 3-525-53687-9.
- Satirische Prophetie. Studien zum Buch Zefanja (= Stuttgarter Bibelstudien Heft 120). Katholisches Bibelwerk, Stuttgart 1985. ISBN 3-460-04201-X.
- Die Psalmen. Eine Einführung (= Urban-Taschenbuch 382). Kohlhammer, Stuttgart 1986. ISBN 3-17-009424-6 (2. Auflage 1991. ISBN 3-17-011122-1).
  - Introducing the Psalms. Translated by R. Graeme Dunphy. T&T Clark, Edinburgh 1990.
  - Koreanische Übersetzung von Kun Ho Lee in: The Christian Literature Society, Seoul 1995.
- Profane Prophetie. Studien zum Buch Nahum (= Stuttgarter Bibelstudien Heft 135). Katholisches Bibelwerk, Stuttgart 1989. ISBN 3-460-04351-2.
- Nahum – Habakuk – Zephanja (= Zürcher Bibelkommentar, herausgegeben von Hans Heinrich Schmid, Siegfried Schulz und Hans Weder. Band 24,2). Theologischer Verlag Zürich, Zürich 1991. ISBN 3-290-10134-7.
- Der Prophet Jeremia. Leben und Werk (= Urban-Taschenbuch 416). Kohlhammer, Stuttgart 1993. ISBN 3-17-010809-3.
- Die Psalmen (= Handbuch zum Alten Testament I 15). Mohr Siebeck, Tübingen 1996. ISBN 3-16-146664-0.
- Studien zur Psalmenauslegung. Kohlhammer, Stuttgart 1998. ISBN 3-17-015576-8.
- Die Sprache der Propheten. Studien zur Literaturgeschichte der Prophetie. Pano Verlag, Zürich 1999. ISBN 3-907576-12-8.
- Poetik der Psalmen. Poetologische Studien zum Alten Testament. Band I. Kohlhammer, Stuttgart 2003. ISBN 3-17-017895-4 (2. Auflage 2005; Uebersetzung ins Italienische).
- Der Segen und andere liturgische Worte aus der hebräischen Bibel. Theologischer Verlag Zürich. 2004 und 2005. ISBN 3-290-17320-8.
- Poetik der erzählenden Literatur im Alten Testament. Poetologische Studien. Band II. Kohlhammer Stuttgart 2006, 331 S. ISBN 978-3-17-019696-4.
- Mit Leonhard Burckhardt und Jürgen von Ungern-Sternberg: Gesetzgebung in antiken Gesellschaften: Israel, Griechenland, Rom (= Beiträge zur Altertumskunde 247). Berlin 2007. ISBN 978-3-11-019482-1.
- Unterwegs zum Alten Testament. Exkursionen in die biblische Welt (= Beiträge zum Verstehen der Bibel 19). LIT-Verlag, Münster 2010. ISBN 978-3-643-80042-8.
- Poetik der prophetischen Literatur. Poetologische Studien zum Alten Testament. Band IV. Kohlhammer, Stuttgart 2010. ISBN 978-3-17-021549-8.
- Studien zu Sprache und Stil der Psalmen. (= Beihefte zur Zeitschrift für die Alttestamentliche Wissenschaft 415). Walter de Gruyter, Berlin 2010. ISBN 978-3-11-024097-9, ISSN 0934-2575.

### Als Herausgeber, Mitherausgeber und Mitarbeiter
- Hebräisch – ein Fernstudienkurs in 24 Lektionen. Im Auftrag der Kirchenkanzlei der Evangelischen Kirche in Deutschland. Herausgegeben von Wolfgang Schneider, unter Mitarbeit von Heinz-Georg Ackermeier, Martin Krause, Robert Mehlhose und Klaus Seybold. Hannover 1979.
- Theologische Zeitschrift, im Auftrag der Theologischen Fakultät der Universität Basel, 24 Jahrgänge (36-59), von 1980 bis 2003.
- Festschrift für Bo Reicke. 1984.
- Festschrift für Markus Barth. 1985.
- Festschrift für Walter Neidhart. 1987.
- Festschrift für Martin Anton Schmidt. 1989.
- Festschrift für Jan Milic Lochman. Das universale Gebet. 1992.
- Festschrift für Rudolf Smend. 1992.
- Neue Wege der Psalmenforschung. Festschrift für Walter Beyerlin. Herausgegeben von Klaus Seybold und Erich Zenger. Herders Biblische Studien 1, Freiburg 1994. ISBN 3-451-23151-4.
- Ernst Jenni. Studien zur Sprachwelt des Alten Testaments. Herausgegeben von Beat Huwyler und Klaus Seybold. Kohlhammer Stuttgart 1997. ISBN 3-17-014779-X.
- Festschrift für Heinrich Ott. Zur Phänomenologie des Glaubens. 1999.
- IOSOT. Alttestamentliche Forschung in der Schweiz. 2001.
- Wilhelm Martin Leberecht de Wette. Ein Universaltheologe des 19. Jahrhunderts. Herausgegeben von Hans-Peter Mathys und Klaus Seybold. Studien zur Geschichte der Wissenschaften in Basel. Herausgegeben von Hans-Peter Mathys, W. Rother, R. Wachter. NF 1. Schwabe, Basel 2001. ISBN 3-7965-1743-9.

### Audio
- Interview in DRS 2: Perspektiven. Radikale Zeitansagen. 2. Januar 2005.